# Peter Arnold Mumm
Peter Arnold Mumm (Pierre-Arnaud Mumm) (* 20. September 1733 in Höhscheid bei Solingen; † 26/27. Januar 1797 ebenda) war ein Unternehmer und Weinhändler.
Sein Vater, Johann Peter Mumm, war Klingenkaufmann in Höhscheid und verheiratet mit Catharina Christina Schaaf. Des Vaters Geschwister waren Samuel und Elias sowie fünf Schwestern, von denen sich drei mit Kaufhändlern aus der Solinger Familie Weyersberg verheirateten. 1761 besaß Peter Arnold Mumm in Köln eine Firma, die Weinhandel und Geldgeschäfte betrieb. Am 6. März 1772 heiratete er in Frankfurt am Main Elisabeth Amalie Ziegler (1748–1828) und wurde damit Bürger der Reichsstadt. Sein Unternehmen konnte auch in Frankfurt Fuß fassen. Am 31. Januar 1793 lässt sich ein „Herr Mumm“ in Augsburg als reisender „Weinhändler“ nachweisen. Peter Arnold Mumms drei Söhne reisten nach dem Frieden von 1814 nach Frankreich, um den Champagnermarkt zu erobern.
Nach dieser erfolgreichen Unternehmerfamilie (Sekt- und Champagner-Marke Mumm) ist in Solingen die Mummstraße benannt.
Der Genealoge Anton Fahne hatte die Abstammung – wohl fälschlich – auf Rudolf Mumme zurückgeführt, der 1514 von der Familie Amelunxen im Herzogtum Kleve den Besitz Schwarzenstein erworben hatte. Nachdem einem Teil von Peter Arnold Mumms Nachkommen 1873 die preußische Bestätigung des Adels gewährt wurde, führten sie nach dem angeblichen früheren Familiensitz den Namenszusatz v. Schwarzenstein.

## Nachkommen
- Wilhelm Mumm (1774–1832) gründete 1805 das Bankhaus Wilhelm Mumm & Co und heiratete Marie Schlösser (1779–1858) aus Elberfeld.
  - Heinrich Mumm (von Schwarzenstein) (1818–1890) wurde Oberbürgermeister von Frankfurt.
- Jacob Wilhelm Mumm (* 19. Januar 1779 in Solingen;  † 11. März 1836[3] in Köln) wurde Weingroßhändler in Köln.
  - Gustav Engelbert Mumm (1808–1826)[4].
  - Jules, Julius Engelbert Mumm (* 28. November 1809 in Köln; † 9. November 1863 in London) heiratete im Juli 1834 in Eupen Bertha Elisabeth Sternickel (1813–1844), mit der er zwei Kinder hatte, und später Elizabeth Henry (1831–1917), mit der er einen Sohn hatte[5]. Er stieg in das Unternehmen seines Onkels Gottlieb ein und führte nach dessen Tod Im Jahr 1852 mit B. Schubarth den Unternehmensteil Jules Mumm & Co. weiter.
- Gottlieb Mumm (* 6. Februar 1781 in Solingen; † 30. Oktober 1852 in Frankfurt) übernahm den väterlichen Weinhandel, hatte um 1811 Glück bei der Übernahme des Weinguts Johannisberg und gründete 1827 in Reims mit den Kaufleuten G. Heuser und Friedrich Giesler das nach seinem Vater benannte  Champagnerhaus P. A. Mumm & Co. Die Firma erwarb Weingüter in der Champagne, in denen er die Sektherstellung einführte. Nachdem Heuser um 1830 und Giesler 1837 aus dem Unternehmen ausgestiegen waren, assoziierte er sich mit den Neffen Jules und Edouard-Frédéric, und holte auch später seinen Sohn in das Unternehmen. Er blieb mit dem Frankfurter Unternehmen P. A. Mumm & Co in Kontakt. 1873 wurde er geadelt. Nach seinem Tod zerfiel sein Unternehmen in zwei Häuser.
  - Jacob Georg Hermann von Mumm (1816–1887) führte nach seines Vaters Tod den Unternehmensteil G. H. Mumm & Co. weiter. Er heiratete Sophie Eugenie Lutteroth (1822–1888), Tochter von Gottfried (Fritz) August Lutteroth (1781–1839) und Marianne Gontard (1798–1871).
    - Alfons von Mumm (von Schwarzenstein) (1859–1924) wurde Botschafter in Peking und Tokio.
- Philipp Friedrich (Rufname Philipp[6], * 4. Okt. 1782 in Solingen; † 14. Dezember 1819 in Köln)[7].
  - Frédéric Eduard (Friedrich Eduard, Rufname Eduard) (* 27. Juni 1809 in Köln[8]; † 27. Aug. 1859 in Haus Horst bei Mönchengladbach[9]).
  - Marie Emeline (* 8. Sept. 1811 in Köln[10]), heiratete den evangelischen Pfarrer in Köln Carl Küpper (1805–1849)[11].
  - Henriette Maria Jacobina Louise (* 12. Feb. 1819 in Köln[12]).

## Weblink
- Mumm, Peter Arnold. Hessische Biografie. (Stand: 20. September 2024). In: Landesgeschichtliches Informationssystem Hessen (LAGIS).